# 新花巻駅

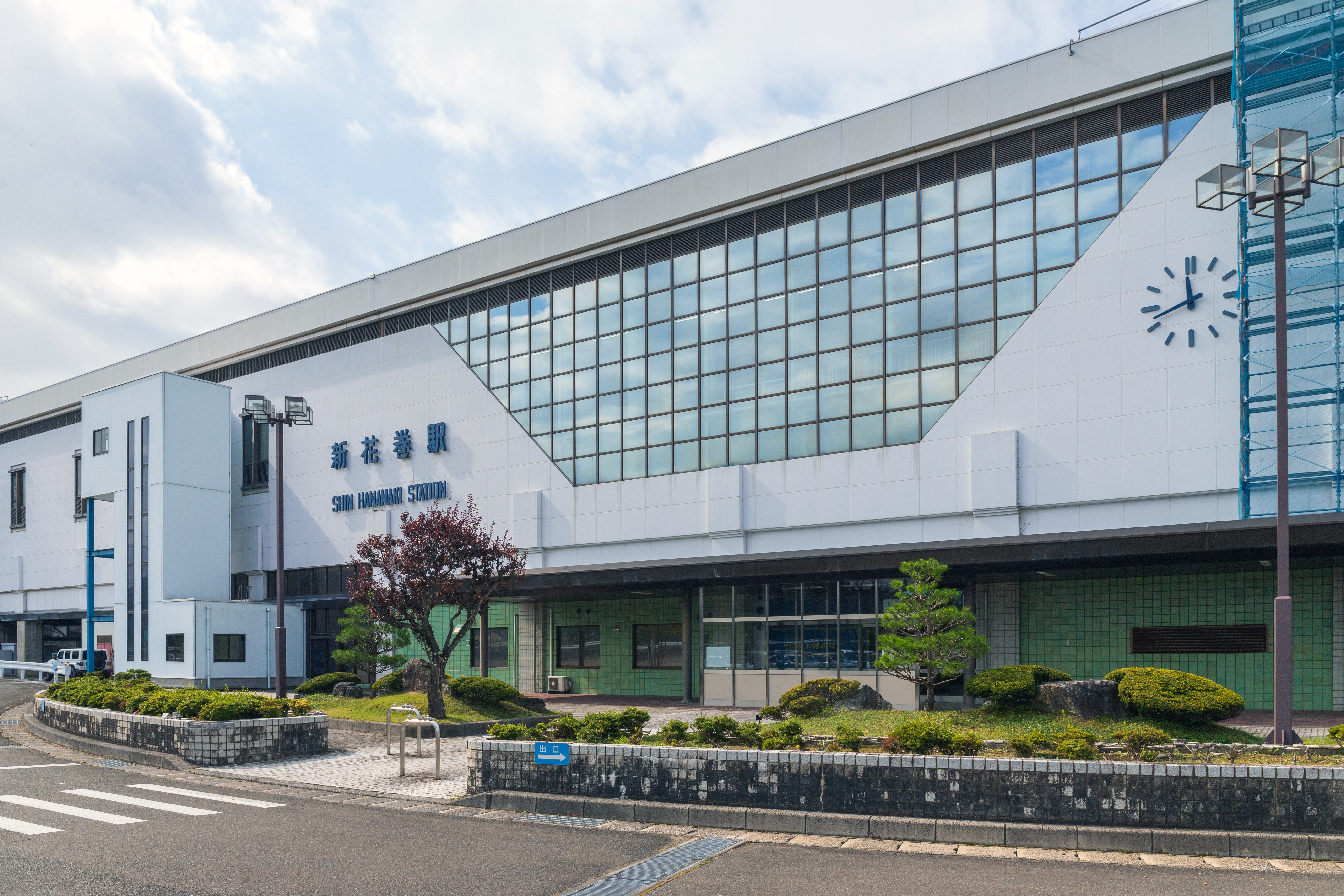
東口（2022年10月）

新花巻駅（しんはなまきえき）は、岩手県花巻市矢沢（やさわ）にある、東日本旅客鉄道（JR東日本）の駅。
東北新幹線と在来線の釜石線との交差地点に設けられており、両線の乗換駅となっている。釜石線の駅にはエスペラントによる「Stelaro（ステラーロ：星座）」という愛称が付けられている。

## 歴史

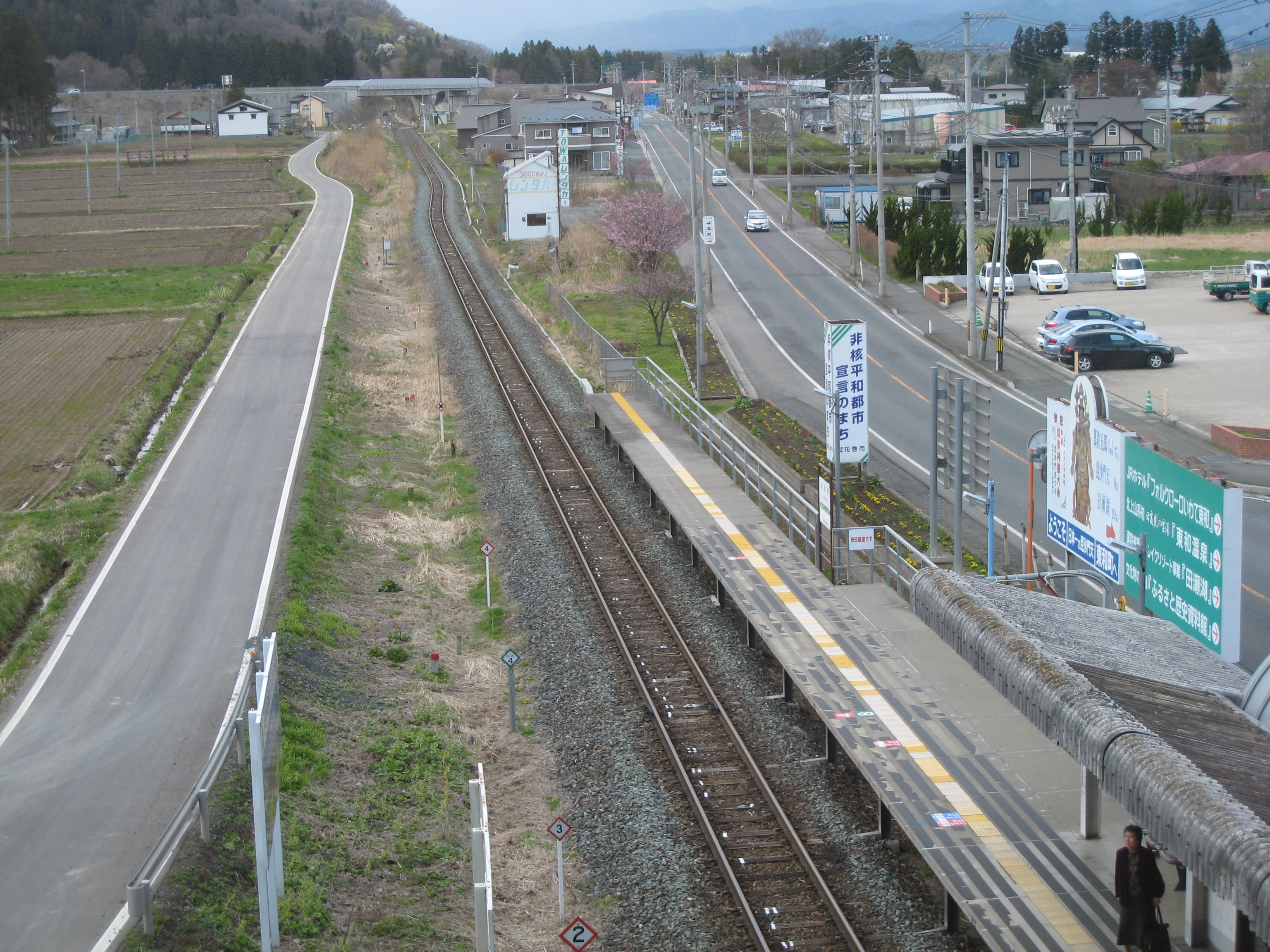
釜石線ホーム西方のカーブ（新幹線ホームから見る）

東北新幹線は花巻市を通るルートで計画されたが、日本国有鉄道（国鉄）は1971年（昭和46年）、市内に駅を設置しない方針を決めた。これに対して小原甚之助ら有志は市民会議を設置して駅誘致運動に乗り出し、ルート上やその周辺の周辺の地権者から用地不買の約束を取り付けて、測量もできなくなった国鉄は、将来の駅設置に向けた「設計上の配慮」を表明して譲歩。1974年の市長選では駅誘致派候補が当選し、市は駅用地を取得するなど受け入れ態勢整備も進め、市民からも「1人1坪」も寄付も寄せられた。
1982年（昭和57年）6月および7月の国鉄役員会において、同時期に請願を行っていた同じ岩手県内の水沢江刺駅とともに、新駅設置に関する基本要件が決定され、これを受けて1983年（昭和58年）1月5日に盛岡鉄道管理局長から具体的な設置条件が示された。その条件は、当面建設する相対式ホーム2面2線の駅の工事費約55億円を地元負担とすること、用地を無償譲渡すること、将来的に待避線を備えた2面4線への拡張を想定して用地を確保し、4線化の工事の際には用地の無償譲渡に応じること、そして駅前広場と関連道路を地元で整備することであった。花巻市は条件了解の返答を同年10月17日に行った。また地方財政再建促進特別措置法により自治体から国鉄への寄附行為は原則として禁じられていたが、全国新幹線鉄道整備法が同年10月14日に改正されたことで寄附行為が可能となって、駅の整備ができることになった。これを受けて11月1日に盛岡鉄道管理局長から本社旅客局長あてに駅設置上申が行われ、11月21日に設置承認を受けた。11月17日には花巻市議会で債務負担行為議決が行われ、11月22日に国鉄と花巻市の間で基本協定が締結された。11月30日に工事実施計画の変更申請が運輸大臣に提出され、12月12日に認可を受けた。国鉄と花巻市の間の工事協定は12月19日に締結され、1984年（昭和59年）1月10日に着工となった。
新幹線で地元全額負担による請願駅新設は、新花巻駅と水沢江刺駅が全国初であった。設置承認は2面2線16両対応であったが、当面2面2線12両対応として工事を行うことになった。既設高架橋の両側に直接基礎一柱式RCラーメン高架橋を新設して上屋とホームを支持し、耐雪形の覆いを全体に被せる構造とした。工事期間中は安全のために列車は工事区間を110 km/hで徐行を行い、また鉄骨を建てたり屋根を建設したりする工事は夜間に線路閉鎖と饋電停止を行った上で施工した。プラットホームは310メートルの有効長とされ、乗客が少ないと見込まれたことから新幹線鉄道構造規則で定める相対式ホームにおける最小幅員5メートルより狭い幅4.5メートルを採用して、そのための特別承認を得た。1985年（昭和60年）2月12日に工事が完成し、3月14日に東北新幹線の上野駅 - 大宮駅間延伸開業とともに開設された。
また、釜石線側については現在の駅の約500メートル西側に存在していた矢沢駅を廃止した上で、新幹線との交差地点に新たに釜石線連絡設備を新設した。地形上、15パーミル勾配の区間に建設せざるを得ず、日本国有鉄道建設規程における駅設置の上限である10パーミル勾配を超えていた。このため過走余裕を考慮して、気動車4両対応の列車長86メートル、一般余裕5メートル、過走余裕20メートルを合計した全長111メートルのプラットホームとした上で、旅客列車に限って停車させる条件で運輸大臣の特別承認を得た。
こうした建設経緯から、釜石線の新花巻駅については事実上、矢沢駅の移転・駅名改称である。『国鉄監修 時刻表』1985年3月号（日本交通公社出版事業局、現：JTBパブリッシング）では、「釜石線矢沢駅を移転して新花巻駅に改称します」と実際の手続き（矢沢駅の廃止と新花巻駅の開設）とは異なる記述がされていた。現在でも駅西方の線路が緩くカーブしているのは、矢沢駅が元来列車交換可能だった構造を棒線化した際の名残である。ただし矢沢駅の廃止時点では交換設備は既に撤去されていた。
16両対応での想定工事費は55億1000万円であったが、12両対応にしたことで地元との協定額は47億9000万円となり、さらにその後の工事費の縮減により、最終的な工事費は40億9000万円となった。花巻市では、3分の1を岩手県からの工事補助金で賄ったほか、地元住民協力金、周辺市町村協力金、積立金の取り崩しなどでこの額を負担した。
これら駅設置に至る経緯は、岩手県在住の有志によって『ネクタイを締めた百姓一揆』のタイトルで映画化され、2014年から2016年にかけて撮影がおこなわれたのち、2017年に花巻市文化会館で完成上映会がおこなわれた。

### 年表
- 1984年（昭和59年）1月10日：着工。
- 1985年（昭和60年）
  - 2月12日：工事完了。
  - 3月14日：開業[2]。
- 1987年（昭和62年）4月1日：国鉄分割民営化により、JR東日本の駅となる。
- 1997年（平成9年）3月22日：速達型「やまびこ」の停車を開始[新聞 3]。
- 1999年（平成11年）5月11日：新幹線に自動改札機を設置し、供用開始[10]。
- 2014年（平成26年）
  - 9月9日：新幹線駅舎と釜石線ホームを結ぶ地下連絡通路、釜石線ホームの壁面の改修工事に着手[報道 1]。
  - 10月14日：地下連絡通路および釜石線ホームの壁面がリニューアル[報道 1]。
- 2020年（令和2年）3月14日：新幹線eチケットサービスを開始[報道 2]。
- 2021年（令和3年）3月13日：タッチでGo!新幹線のサービスを開始[報道 3]。
- 2023年（令和5年）
  - 3月25日：新幹線ホームの発車メロディを、花巻出身の宮沢賢治が作詞作曲した「星めぐりの歌」に変更[報道 4]。
  - 5月27日：釜石線花巻駅方面においてICカード「Suica」の利用が可能となる[報道 5][報道 6]。
- 2024年（令和6年）10月1日：えきねっとQチケのサービスを開始[1][報道 7]。

## 駅構造
一ノ関統括センター傘下の直営駅である。自駅のみの単駅管理となっており、周辺の駅は北上駅が管理している。

### 新幹線
相対式ホーム2面2線を有する高架駅である。副本線はないため、ホームには可動式安全柵が装備されている。フル規格10両＋ミニ新幹線規格7両の17両編成対応。ミニ新幹線規格車両の停止位置には、旅客転落防止のためのローピング設備が設置されている。
駅舎にはみどりの窓口、指定席券売機、自動改札機（えきねっと#新幹線eチケットサービス、タッチでGo!新幹線、えきねっとQチケ対応）、そば屋「イーハトーブの里」、ジャスター売店「ぐるっと遊」「みみずく」、待合室を兼ねた花巻市観光案内所がある。
駅舎は、花巻出身である宮沢賢治の童話『銀河鉄道の夜』をモチーフとし、屋根に設けた半円塔のトップライトと外壁のミラーガラスにより青空と星空を映し出し、イーハトーブの台地と宇宙のつながりを表現している。コンコース天井に鏡面のドームを配置して、光と形で宮沢賢治の幻想の世界を表現している。駅務室は少人数でも業務を行いやすいワンルーム方式で、出札・改札・精算を兼ねるラッチが設けられている。駅の両側に出られる構造で、待合室は改札内に設置されなかった。駅本屋の総床面積は1,195平方メートルである。
改札階とホームを結ぶエレベーターと上りエスカレーターが設置されている（下りエスカレーターはない）。

#### のりば
| 番線 | 路線               | 方向 | 行先                               |
| ---- | ------------------ | ---- | ---------------------------------- |
| 1    | 東北・北海道新幹線 | 下り | 盛岡・秋田・新青森・新函館北斗方面 |
| 2    | 東北新幹線         | 上り | 仙台・大宮・東京方面               |

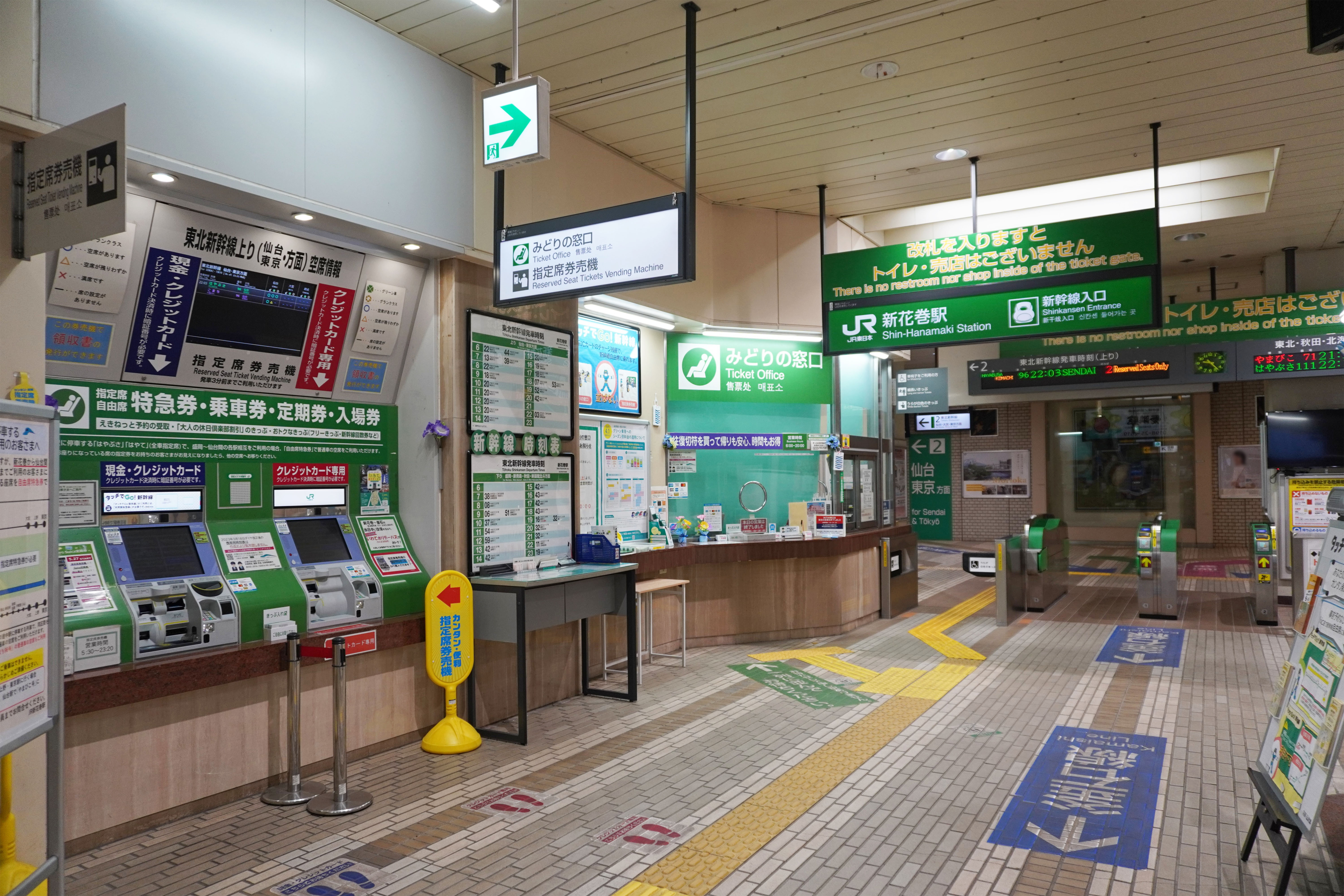
新幹線改札口（2023年6月）
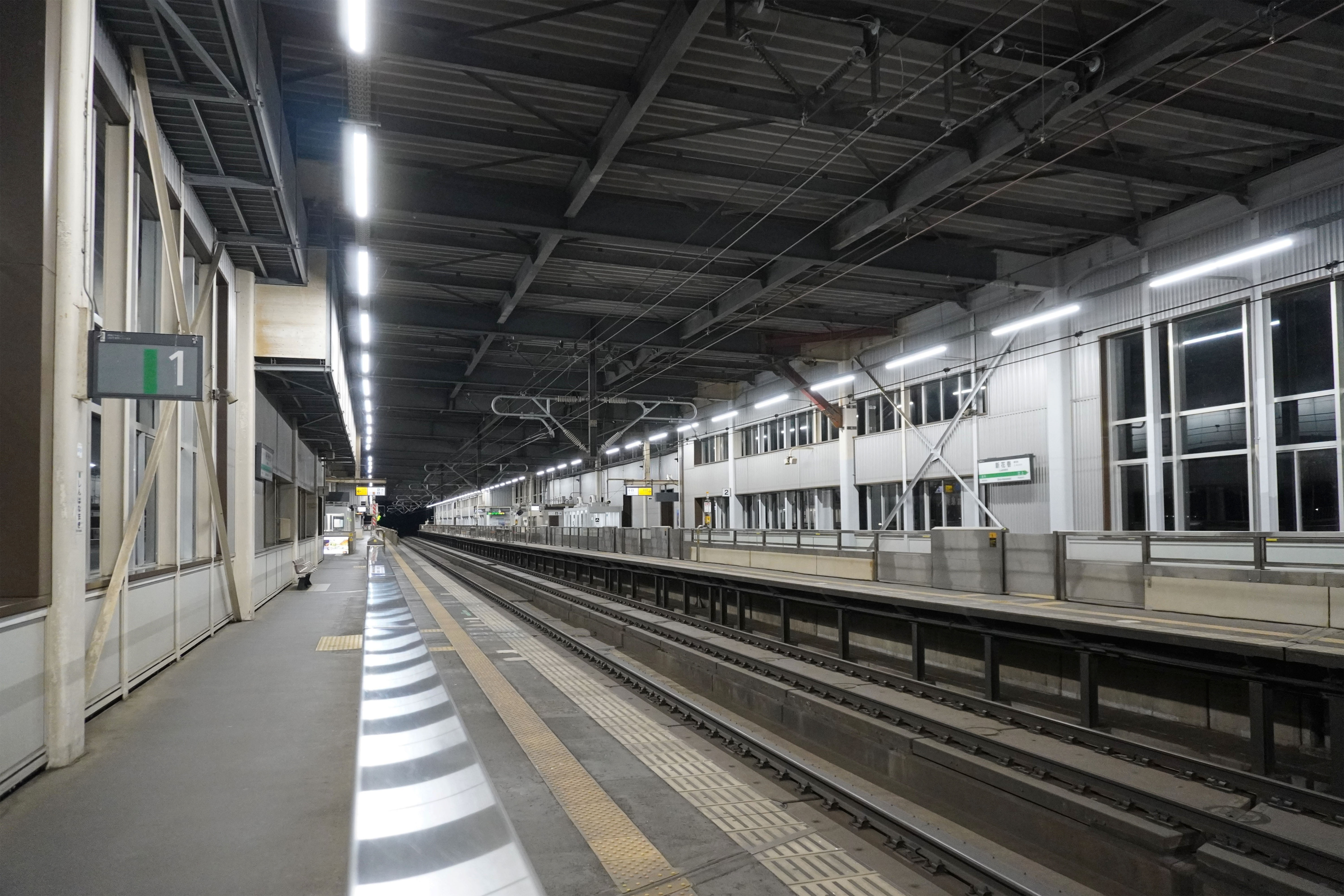
新幹線ホーム（2023年6月）

#### 発車メロディ
2023年（令和5年）3月25日の始発列車より、花巻市出身の童話作家、宮沢賢治が作詞作曲した「星めぐりの歌」をアレンジした発車メロディが使用されている。これは2023年（令和5年）が賢治の没後90年にあたることや、賢治が作詞作曲した曲を発車メロディに採用することで、市のイメージアップと情報発信を図り、誘客促進につながることが期待されることから、花巻市内の経済団体で構成される「新花巻駅発車音メロディー化準備委員会」（2022年〈令和4年〉10月14日設立）が市に対して提案したものである。2022年（令和4年）11月22日に花巻市長に要望書が手渡され、要望を受け、市は2023年（令和5年）1月12日にJR東日本盛岡支社に対して要望書を提出。その結果、2023年（令和5年）2月17日に、盛岡支社は3月25日より新花巻駅の発車メロディを「星めぐりの歌」に変更すると正式に発表した。
メロディは花巻市出身のシンガーソングライターである日食なつこが30秒ほどに編曲し、ピアノで演奏したもので、1番線は「花巻に降り立つ方がその実感を得られるよう、宮沢賢治作品にも通ずる牧歌的な懐かしさ、どこか哀愁のある世界観を表現した曲調」、2番線は「東京方面へ旅に出るわくわく感をかき立てるような曲調」にアレンジされたものが使用される。使用期間は同年6月30日までであるが、期間中の状況を踏まえた上で、7月1日以降も継続的に使用するとしている。
なお「星めぐりの歌」は、上記とはアレンジが異なるものの、開業した1985年（昭和60年）3月から1991年（平成3年）6月19日まで、新幹線が当駅に到着する際の車内チャイム（通称「ふるさとチャイム」）としても使用されていた。

### 在来線
単式ホーム1面1線を有する地上駅である。新幹線から在来線への乗り換えは、いったん新幹線改札から出場し、駅舎玄関を出てから県道286号東和花巻温泉線を潜る地下道を通る。えきねっとQチケを利用する場合は、新幹線から在来線への乗り換えの際は、いったん新幹線改札で自動改札機にQRコードをかざして出場し、在来線の列車内で乗車後に乗務員へQRコードを提示する。在来線から新幹線への乗り換えの際は、下車時に乗務員へQRコードを提示し、新幹線改札で自動改札機にQRコードをかざして入場する。
エレベーターやエスカレーターの設置はないが、車椅子専用の階段昇降機が併設されている。
簡易Suica改札機が設置されている。新幹線窓口でも乗車券を発売しているが、当ホームにもきっぷうりばがあり、日中のみ駅員が配置され携帯型車内補充券端末機を使用してきっぷの発売が行われていた。簡易券売機の設置により、2015年（平成27年）1月24日より在来線ホームでの出札業務は中止され、現在は簡易券売機からタッチパネル式自動券売機（オレンジカード対応）へ置き換えられている。簡易券売機設置当初は改札業務のみ継続されていたが、現在は終日無人駅となっている。
かつて運行されていた臨時快速「SL銀河」の当駅接近から発車までの間に限り、上記の「星めぐりの歌」をアレンジしたものが流れていたが、ふるさとチャイムや現在の新幹線ホームの発車メロディとはアレンジが異なっていた。

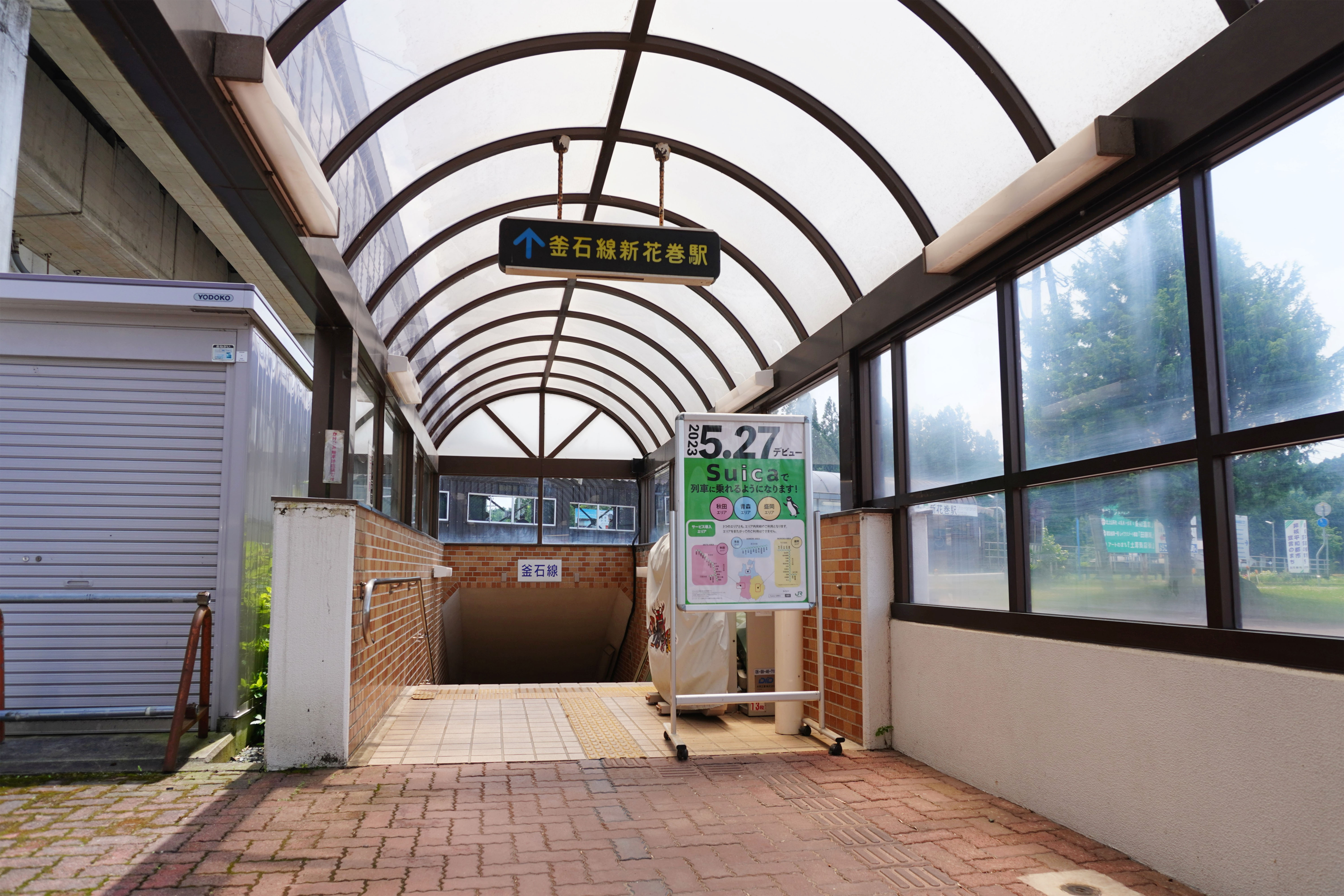
地下道出入口（2023年6月）
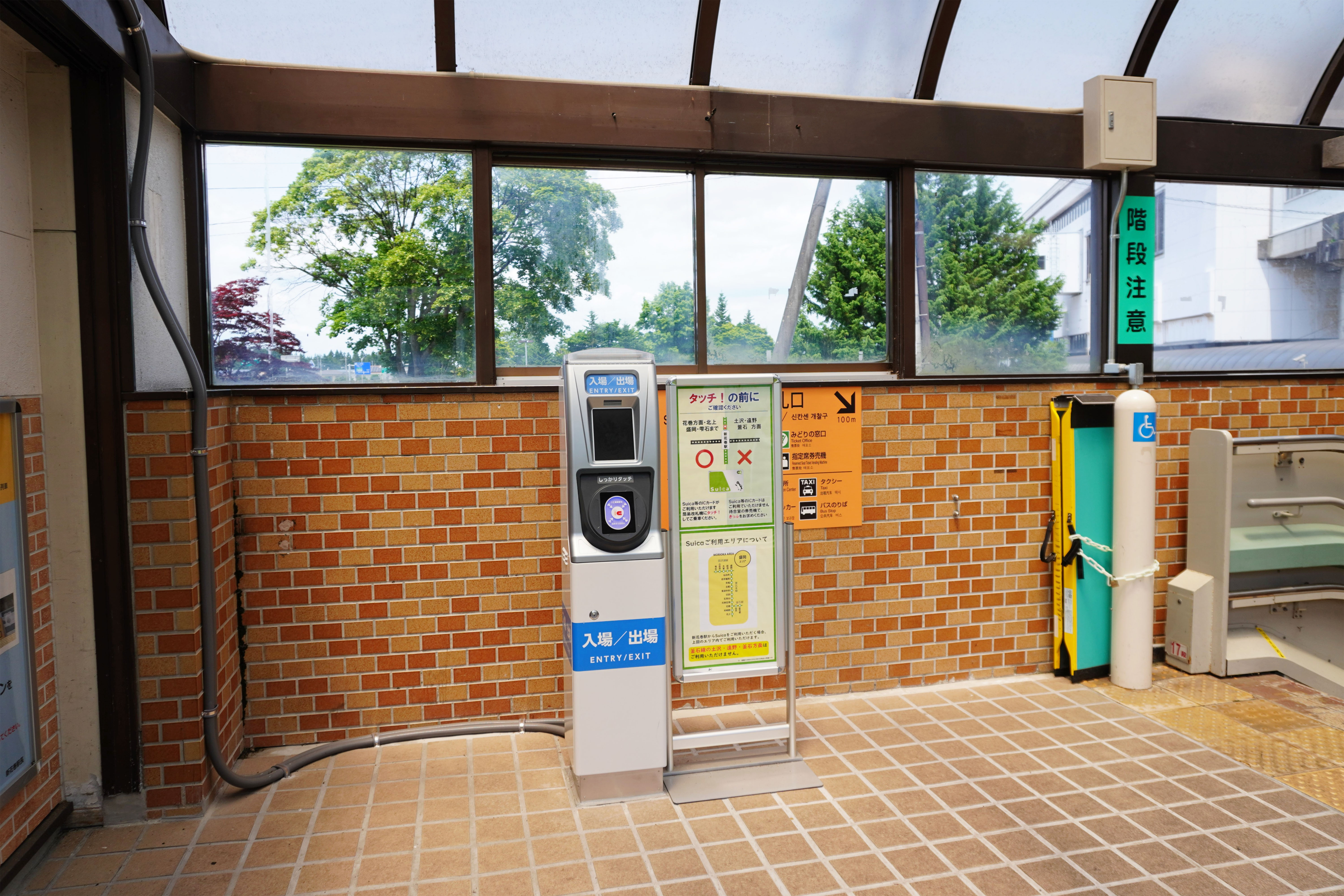
在来線簡易Suica改札機（2023年6月）
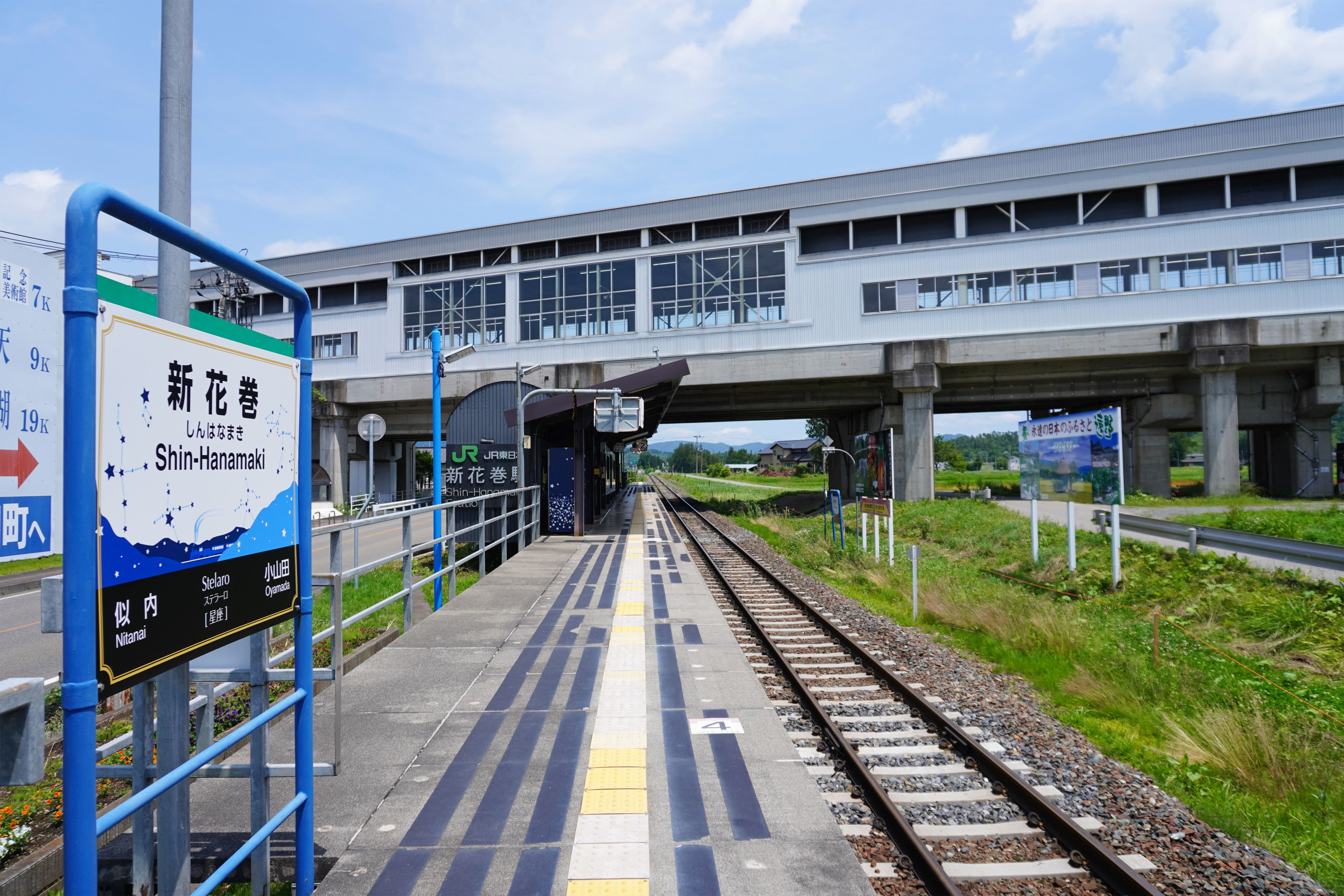
在来線ホーム（2023年6月）

## 駅弁
駅構内の売店「イーハトーブの里 新花巻店」にて販売されている駅弁（2019年4月28日時点）。ただし、JTB時刻表 2025年3月号には新花巻駅の駅弁の掲載は無い。
- ひふみ弁当（予約注文品）
- 世界文化遺産 平泉（予約注文品）
- 復刻版鶏舞弁当
- あわびうに飯
- 季節の弁当
- 岩手県産牛焼肉弁当
- いわいとりめし
- 平泉義経
- 海鮮三色弁当
- イーハトーブの旅
- かにめし
- かにといくら弁当
- 豚肉の南部焼き弁当
- 幕の内弁当
- 平泉うにごはん
- いわてあぶり焼き和牛弁当
- 三陸海の子

かつて販売されていた主な駅弁は下記の通り。
- 五目めし
- 釜めし
- 賢治弁当
- 牛肉弁当
- 白金豚弁当
- ロマン銀河鉄道SL弁当
- 注文の多い料理店
- 特製弁当 花巻

## 利用状況
JR東日本によると、2023年度（令和5年度）の1日平均乗車人員は754人である。また、新幹線の1日平均乗車人員は713人である。
2000年度（平成12年度）以降の推移は以下のとおりである。
| 1日平均乗車人員推移 | 1日平均乗車人員推移 | 1日平均乗車人員推移 | 1日平均乗車人員推移 | 1日平均乗車人員推移 | 1日平均乗車人員推移 | 1日平均乗車人員推移 | 1日平均乗車人員推移 | 1日平均乗車人員推移           |
| 年度                | 計                  | 計                  | 計                  | 新幹線              | 新幹線              | 新幹線              | 新幹線              | 出典                          |
| 年度                | 定期外              | 定期                | 合計                | 定期外              | 定期                | 合計                | 前年度比            | 出典                          |
| ------------------- | ------------------- | ------------------- | ------------------- | ------------------- | ------------------- | ------------------- | ------------------- | ----------------------------- |
| 2000年（平成12年）  |                     |                     | 892                 | 非開示              | 非開示              | 非開示              | 非開示              | [ 利用客数 2 ]                |
| 2001年（平成13年）  |                     |                     | 874                 | 非開示              | 非開示              | 非開示              | 非開示              | [ 利用客数 3 ]                |
| 2002年（平成14年）  |                     |                     | 872                 | 非開示              | 非開示              | 非開示              | 非開示              | [ 利用客数 4 ]                |
| 2003年（平成15年）  |                     |                     | 839                 | 非開示              | 非開示              | 非開示              | 非開示              | [ 利用客数 5 ]                |
| 2004年（平成16年）  |                     |                     | 855                 | 非開示              | 非開示              | 非開示              | 非開示              | [ 利用客数 6 ]                |
| 2005年（平成17年）  |                     |                     | 841                 | 非開示              | 非開示              | 非開示              | 非開示              | [ 利用客数 7 ]                |
| 2006年（平成18年）  |                     |                     | 884                 | 非開示              | 非開示              | 非開示              | 非開示              | [ 利用客数 8 ]                |
| 2007年（平成19年）  |                     |                     | 905                 | 非開示              | 非開示              | 非開示              | 非開示              | [ 利用客数 9 ]                |
| 2008年（平成20年）  |                     |                     | 869                 | 非開示              | 非開示              | 非開示              | 非開示              | [ 利用客数 10 ]               |
| 2009年（平成21年）  |                     |                     | 792                 | 非開示              | 非開示              | 非開示              | 非開示              | [ 利用客数 11 ]               |
| 2010年（平成22年）  |                     |                     | 793                 | 非開示              | 非開示              | 非開示              | 非開示              | [ 利用客数 12 ]               |
| 2011年（平成23年）  |                     |                     | 794                 | 非開示              | 非開示              | 非開示              | 非開示              | [ 利用客数 13 ]               |
| 2012年（平成24年）  | 788                 | 121                 | 909                 | 899                 | 94                  | 993                 |                     | [ 利用客数 14 ] [ 新幹線 2 ]  |
| 2013年（平成25年）  | 813                 | 128                 | 942                 | 907                 | 102                 | 1,010               |                     | [ 利用客数 15 ] [ 新幹線 3 ]  |
| 2014年（平成26年）  | 797                 | 129                 | 926                 | 887                 | 102                 | 989                 |                     | [ 利用客数 16 ] [ 新幹線 4 ]  |
| 2015年（平成27年）  | 803                 | 136                 | 940                 | 878                 | 112                 | 990                 |                     | [ 利用客数 17 ] [ 新幹線 5 ]  |
| 2016年（平成28年）  | 801                 | 136                 | 937                 | 859                 | 107                 | 966                 |                     | [ 利用客数 18 ] [ 新幹線 6 ]  |
| 2017年（平成29年）  | 793                 | 137                 | 931                 | 849                 | 110                 | 960                 |                     | [ 利用客数 19 ] [ 新幹線 7 ]  |
| 2018年（平成30年）  | 793                 | 144                 | 938                 | 835                 | 115                 | 950                 |                     | [ 利用客数 20 ] [ 新幹線 8 ]  |
| 2019年（令和元年）  | 745                 | 145                 | 891                 | 780                 | 119                 | 900                 |                     | [ 利用客数 21 ] [ 新幹線 9 ]  |
| 2020年（令和02年）  | 220                 | 129                 | 349                 | 213                 | 107                 | 320                 | −64.4%              | [ 利用客数 22 ] [ 新幹線 10 ] |
| 2021年（令和03年）  | 289                 | 113                 | 403                 | 278                 | 91                  | 369                 | 15.3%               | [ 利用客数 23 ] [ 新幹線 11 ] |
| 2022年（令和04年）  | 492                 | 113                 | 606                 | 478                 | 94                  | 572                 | 54.8%               | [ 利用客数 24 ] [ 新幹線 12 ] |
| 2023年（令和05年）  | 636                 | 117                 | 754                 | 618                 | 95                  | 713                 | 124.9%              | [ 利用客数 1 ] [ 新幹線 1 ]   |

## 駅周辺

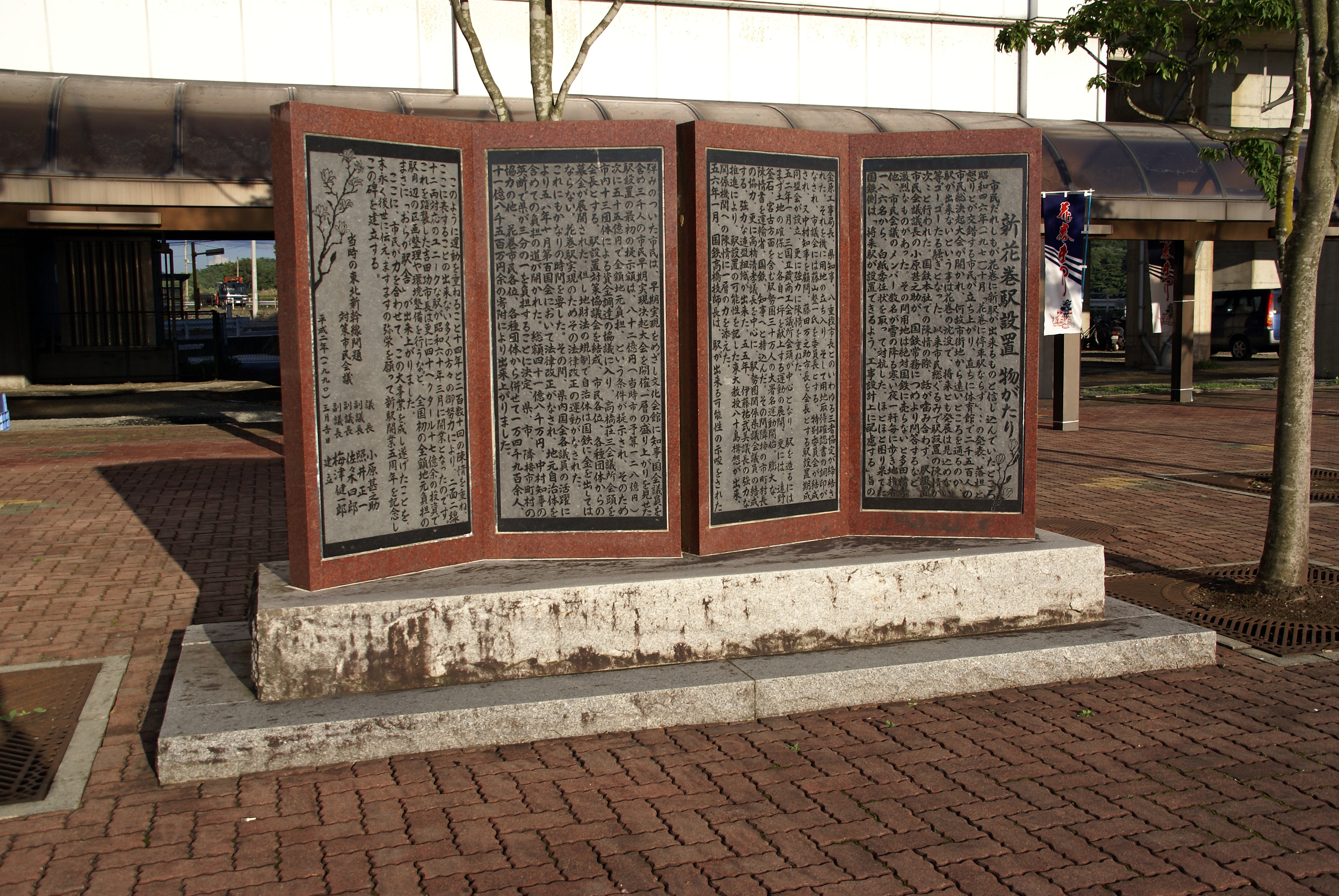
新花巻駅設置物がたり

- 釜石自動車道
- 北上川
  - 花巻大橋（県道286号東和花巻温泉線）
- 国道283号
- 国道456号
- 猿ヶ石川
- 宮沢賢治記念館&童話村
- 胡四王簡易郵便局

## バス路線
2番のりば
- 花巻南温泉峡無料送迎バス

3番のりば
- 湯～ハトーブ号（花巻温泉・台温泉無料送迎バス）
- 花巻市定期観光バス

4番のりば
- 花巻市コミュニティバス
  - 大迫花巻線 いわて花巻空港・花巻駅方面
  - 土沢線 花巻駅方面

5番のりば
- 花巻市コミュニティバス
  - 大迫花巻線 大迫方面
  - 土沢線 道の駅とうわ方面

## 運賃計算上の特徴
当駅から盛岡駅以遠、北上駅以遠に行く場合、新幹線を利用した場合と在来線（花巻駅経由）を利用した場合とでは運賃計算キロが異なる。これは、当駅を経由する部分で、東北新幹線が在来線（東北本線）と別線扱いになるためである。
当駅の開業当初は上記の（小山田駅以遠の各駅と北上駅以遠・盛岡駅以遠相互発着の場合も含む）ルートに対して選択乗車が設定されており、新幹線経由の乗車券で花巻駅を経由することが可能であったが、東北新幹線が八戸駅まで延長された2002年（平成14年）12月に廃止された。なお、新幹線駅としての営業キロ数は東北本線花巻駅（東京駅から500キロメートル）を準用している。

## 隣の駅
東日本旅客鉄道（JR東日本）
 東北・秋田・北海道新幹線
- ■秋田新幹線「こまち」（95・96号のみ）停車駅

北上駅 - 新花巻駅 - 盛岡駅
■釜石線
□快速「はまゆり」
花巻駅 - 新花巻駅 - 土沢駅
■普通
似内駅 - *矢沢駅 - 新花巻駅 - 小山田駅
*打消線は廃駅（矢沢駅廃止と同時に当駅が開業）

### 記事本文

#### 報道発表資料
1. 1 2  「釜石線の駅舎イメージアップについて (PDF)」（プレスリリース）、東日本旅客鉄道盛岡支社、2014年9月10日。2020年5月17日時点のオリジナル (PDF)よりアーカイブ。2020年5月18日閲覧。
2. ↑  「「新幹線eチケットサービス」が始まります! (PDF)」（プレスリリース）、東日本旅客鉄道／北海道旅客鉄道／西日本旅客鉄道、2020年2月4日。2020年5月25日閲覧。
3. ↑  「タッチでGo!新幹線 サービスエリア拡大について (PDF)」（プレスリリース）、東日本旅客鉄道、2020年11月12日。2020年11月13日閲覧。
4. 1 2 3  「新花巻駅の新幹線発車メロディを変更します (PDF)」（プレスリリース）、東日本旅客鉄道盛岡支社、2023年2月17日。2023年2月17日閲覧。
5. 1 2  「2023年5月27日（土）北東北3エリアでSuicaがデビューします! (PDF)」（プレスリリース）、東日本旅客鉄道盛岡支社／東日本旅客鉄道秋田支社、2022年12月12日。2022年12月12日閲覧。
6. ↑  「北東北3県におけるSuicaご利用エリアの拡大について ～2023年春以降、青森・岩手・秋田の各エリアでSuicaをご利用いただけるようになります～ (PDF)」（プレスリリース）、東日本旅客鉄道、2021年4月6日。2021年4月6日閲覧。
7. ↑  「Suicaエリア外もチケットレスで! 東北エリアから「えきねっとＱチケ」がはじまります (PDF)」（プレスリリース）、東日本旅客鉄道、2024年7月11日。2024年7月31日閲覧。

#### 新聞記事
1. 1 2 3 4  「【現場へ！】みちのく疾走40年(2)請願駅 市民「一揆」の物語」『朝日新聞』2022年6月21日、夕刊、5面。2022年8月11日閲覧。
2. ↑  「「ネクタイ締めた百姓一揆」新花巻駅の実現物語、映画に」『朝日新聞』2017年5月28日。オリジナルの2017年5月27日時点におけるアーカイブ。2018年3月31日閲覧。
3. ↑  「さらに便利に 東北新幹線 22日ダイヤ改正概要」『交通新聞』交通新聞社、1997年3月19日、2面。
4. ↑  「新花巻駅新幹線 発車メロディー 「星めぐりの歌」に 市内9団体、市長へ要望【岩手】」『岩手日日新聞』2022年11月22日。2023年2月17日閲覧。
5. ↑  「新花巻駅発車音を賢治の歌に 花巻市がJR盛岡支社に要望書」『岩手日報』2023年1月13日。オリジナルの2023年1月13日時点におけるアーカイブ。2023年2月17日閲覧。

### 利用状況
1. 1 2  「各駅の乗車人員 2023年度 101位以下（6）| 企業サイト：JR東日本」東日本旅客鉄道。2025年7月13日閲覧。
2. ↑  「JR東日本：各駅の乗車人員（2000年度）」東日本旅客鉄道。2025年7月13日閲覧。
3. ↑  「JR東日本：各駅の乗車人員（2001年度）」東日本旅客鉄道。2025年7月13日閲覧。
4. ↑  「JR東日本：各駅の乗車人員（2002年度）」東日本旅客鉄道。2025年7月13日閲覧。
5. ↑  「JR東日本：各駅の乗車人員（2003年度）」東日本旅客鉄道。2025年7月13日閲覧。
6. ↑  「JR東日本：各駅の乗車人員（2004年度）」東日本旅客鉄道。2025年7月13日閲覧。
7. ↑  「JR東日本：各駅の乗車人員（2005年度）」東日本旅客鉄道。2025年7月13日閲覧。
8. ↑  「JR東日本：各駅の乗車人員（2006年度）」東日本旅客鉄道。2025年7月13日閲覧。
9. ↑  「JR東日本：各駅の乗車人員（2007年度）」東日本旅客鉄道。2025年7月13日閲覧。
10. ↑  「JR東日本：各駅の乗車人員（2008年度）」東日本旅客鉄道。2025年7月13日閲覧。
11. ↑  「JR東日本：各駅の乗車人員（2009年度）」東日本旅客鉄道。2025年7月13日閲覧。
12. ↑  「JR東日本：各駅の乗車人員（2010年度）」東日本旅客鉄道。2025年7月13日閲覧。
13. ↑  「JR東日本：各駅の乗車人員（2011年度）」東日本旅客鉄道。2025年7月13日閲覧。
14. ↑  「JR東日本：各駅の乗車人員（2012年度）」東日本旅客鉄道。2025年7月13日閲覧。
15. ↑  「各駅の乗車人員 2013年度 ベスト100以外（6）：JR東日本」東日本旅客鉄道。2025年7月13日閲覧。
16. ↑  「各駅の乗車人員 2014年度 ベスト100以外（6）：JR東日本」東日本旅客鉄道。2025年7月13日閲覧。
17. ↑  「各駅の乗車人員 2015年度 ベスト100以外（6）：JR東日本」東日本旅客鉄道。2025年7月13日閲覧。
18. ↑  「各駅の乗車人員 2016年度 ベスト100以外（6）：JR東日本」東日本旅客鉄道。2025年7月13日閲覧。
19. ↑  「各駅の乗車人員 2017年度 ベスト100以外（6）：JR東日本」東日本旅客鉄道。2025年7月13日閲覧。
20. ↑  「各駅の乗車人員 2018年度 ベスト100以外（6）：JR東日本」東日本旅客鉄道。2025年7月13日閲覧。
21. ↑  「各駅の乗車人員 2019年度 ベスト100以外（6）：JR東日本」東日本旅客鉄道。2025年7月13日閲覧。
22. ↑  「各駅の乗車人員 2020年度 101位以下（7）| 企業サイト：JR東日本」東日本旅客鉄道。2025年7月13日閲覧。
23. ↑  「各駅の乗車人員 2021年度 101位以下（7）| 企業サイト：JR東日本」東日本旅客鉄道。2022年8月2日閲覧。
24. ↑  「各駅の乗車人員 2022年度 101位以下（6）| 企業サイト：JR東日本」東日本旅客鉄道。2025年7月13日閲覧。

#### 新幹線
1. 1 2  「新幹線駅別乗車人員（2023年度）| 企業サイト：JR東日本」東日本旅客鉄道。2025年7月13日閲覧。
2. ↑  「JR東日本：新幹線駅別乗車人員（2012年度）」東日本旅客鉄道。2025年7月13日閲覧。
3. ↑  「新幹線駅別乗車人員（2013年度）：JR東日本」東日本旅客鉄道。2025年7月13日閲覧。
4. ↑  「新幹線駅別乗車人員（2014年度）：JR東日本」東日本旅客鉄道。2025年7月13日閲覧。
5. ↑  「新幹線駅別乗車人員（2015年度）：JR東日本」東日本旅客鉄道。2025年7月13日閲覧。
6. ↑  「新幹線駅別乗車人員（2016年度）：JR東日本」東日本旅客鉄道。2025年7月13日閲覧。
7. ↑  「新幹線駅別乗車人員（2017年度）：JR東日本」東日本旅客鉄道。2025年7月13日閲覧。
8. ↑  「新幹線駅別乗車人員（2018年度）：JR東日本」東日本旅客鉄道。2025年7月13日閲覧。
9. ↑  「新幹線駅別乗車人員（2019年度）：JR東日本」東日本旅客鉄道。2025年7月13日閲覧。
10. ↑  「新幹線駅別乗車人員（2020年度）| 企業サイト：JR東日本」東日本旅客鉄道。2025年7月13日閲覧。
11. ↑  「新幹線駅別乗車人員（2021年度）| 企業サイト：JR東日本」東日本旅客鉄道。2025年7月13日閲覧。
12. ↑  「新幹線駅別乗車人員（2022年度）| 企業サイト：JR東日本」東日本旅客鉄道。2025年7月13日閲覧。